# Michelle Kwan Figure Skating
Michelle Kwan Figure Skating – gra komputerowa, wyprodukowana w roku 1999, w której wystąpiła amerykańska zawodniczka Michelle Kwan.
Gracz wybiera łyżwiarza (łącznie z możliwością wstawienia własnej twarzy), strój dla niego. Następnie dobiera muzykę i układa program, z którym może wziąć udział w zawodach regionalnych, krajowych i międzynarodowych, na kilku różnych lodowiskach.